# Hemicellulose

Aufbau einer nicht verholzten pflanzlichen Zellwand: Hemicellulose grün

Hemicellulose ist ein Sammelbegriff für in pflanzlicher Biomasse vorkommende Gemische von Polysacchariden (Vielfachzuckern) in veränderlicher Zusammensetzung. Die am häufigsten vorkommenden Monomere (Monosaccharide = Einfachzucker) sind Pentosen, wie D-Xylose und L-Arabinose.
Der Name Hemicellulose beruht auf der ursprünglichen, unrichtigen Annahme, dass sie eine Vorstufe (hemi- = griech. für halb-) der Cellulose sei. Diese ist jedoch ein Homopolymer aus der Hexose Glucose.

## Definition
Hemicellulosen sind ein Bestandteil pflanzlicher Zellwände, deren Matrix aus fibrillärer, teilweise kristalliner Cellulose besteht. Bei Verholzung ist diese Matrix zusätzlich von dem Makromolekül Lignin durchdrungen und bildet so Lignocellulose. Die Hemicellulosen bilden somit einen Teil der Stütz- und Gerüstsubstanz von Zellwänden und macht 1/4 bis 1/3 der Pflanzenmasse aus. Sie ist amorph und bildet keine höheren Strukturen aus.
Die Vielfalt der Kohlenhydrate bzw. Monosaccharide in der Natur ist sehr groß. Zudem können sie auf unterschiedliche Weise (über glycosidische Bindungen) zu Polymeren (Polysacchariden) verknüpft werden, welche sich zudem noch in der Anzahl der Monomere unterscheiden können. Auch bei Hemicellulosen findet sich diese große Vielfalt, so dass eine allgemeine Definition anhand des chemischen Aufbaus nur vage möglich ist.

### Physik
Die Hemicellulosen sind in alkalischer oder leicht saurer Umgebung löslich. Die physikalischen Eigenschaften der Trockensubstanz werden durch die Mischung bestimmt. Hemicellulosen sind in ihren mechanischen und anderen physikalischen Eigenschaften vor allem von der Kettenlänge der Zuckermoleküle abhängig.
Hemicellulosen sind der Bestandteil der Zellwand, der sich durch Alkalibehandlung oder kurzzeitige Extraktion mit verdünnter, heißer Säure lösen lässt. Andere Bestandteile, wie Lignin und die durch ihre hochgeordnete Struktur schwer zugängliche Cellulose, gehen dabei nicht in Lösung. Diese Methoden werden z. B. auch in der Futtermittelanalytik zur Ermittlung der Anteile bestimmter Fraktionen (Cellulose, andere Kohlenhydrate) verwendet. 

### Chemie

Strukturen von D- und L-Xylose in gestreckter Form

Struktur von D- und L-Arabinose in gestreckter Form

Strukturformel einer möglichen Xylaneinheit

### Monosaccharide und Derivate
Die Polysaccharide der Hemicellulosen bestehen aus verschiedenen Monosacchariden. Häufig vertreten sind die Pentosen (Zucker mit 5 Kohlenstoffatomen) Xylose und Arabinose. Auch Hexosen (Zucker mit 6 Kohlenstoffatomen), wie Glucose, Mannose und Galactose, finden sich. 
Mit Zuckern verwandte Verbindungen, wie Uronsäure (bestimmte Zuckersäuren), z. B. aus der Gruppe der Hexuronsäuren (Glucuronsäure, Methylglucuronsäure, Galacturonsäure) und spezielle Zucker wie Desoxyhexosen (Hexosen, bei denen eine Alkohol-Gruppe (-OH) durch ein Wasserstoffatom (-H) ersetzt ist), z. B. (Rhamnose), kommen vor.

### Polymere
Die Monosaccharide sind zu Polymeren (genauer: Polysacchariden) verknüpft. Bei Homopolymeren kommt nur ein Monosaccharid im jeweiligen Polymer vor, bei Heteropolymeren (Heteroglykanen) finden sich zwei oder mehr verschiedene Monosaccharide. Teilweise wird dies im Namen des Polymers verdeutlicht, das den Namen des einzigen oder eines häufigen Monosaccharids, versehen mit der Endung ane, trägt. Beispiele sind Xylane, Mannane und Galactane, bzw. die übergeordneten Bezeichnungen, wie etwa Pentosane und Hexosane.
Meist stellt die Hauptkette ein Homopolymer, bei Xylan beispielsweise aus Xylose, oder ein Heteropolymere aus zwei oder mehr Bausteinen dar. Daran sind verzweigend weitere Zucker gebunden und bilden so ein unregelmäßiges Makromolekül.

## Vorkommen
Weizen und Gerste enthalten überwiegend Hexosane, Roggen und Hafer Pentosane. Die quellfähigen, schleimigen Pentosane in Roggenmehl verhindern beim Anteigen die Ausbildung eines Klebergerüstes wie beim Weizenteig. Bei diesem Polysaccharid handelt es sich vor allem um Arabinoxylan, dessen Hauptkette aus Xylose durch Verzweigungen in Form von Arabinose ergänzt ist. Kleie enthält bis zu 40 % Hemicellulose.
Nadelholz enthält überwiegend Mannane, während sich in Laubholz vor allem Xylane finden.
| Polyosen     | Nadelholz (Gehalt in %) | Laubholz (Gehalt in %) |
| ------------ | ----------------------- | ---------------------- |
| Mannane      | 15–25                   | 3–5                    |
| Xylane       | 5–10                    | 20–30                  |
| Galactane    | 0,5–3                   | 0,5–2                  |
| Gesamtgehalt | 20–30                   | 25–35                  |

## Verwendung und Bedeutung
| Hemicellulose – nachwachsender Rohstoff zur Chemikaliengewinnung |
| ---------------------------------------------------------------- |
| Furfural                                                         |
| Furfurylalkohol                                                  |
| Furan                                                            |

Hemicellulosen sind ein Bestandteil von Zellstoff und Holzstoffen bei der Papierherstellung. Sie beeinflussen Eigenschaften des Papiers, wie Dichte, Reiß- und Zugfestigkeit, Glätte der Oberfläche, Helligkeit und Opazität.
Mit der zunehmenden Bedeutung von nachwachsenden Rohstoffen wird auch zunehmend die Erschließung von Hemicellulosen, z. B. in Bioraffinerien, diskutiert. Holz und Getreide könnten die Rohstoffquelle sein, die Verbindungen wie Furfural aus Pentosen, z. B. zur Herstellung von Nylon, liefert. Aus Furfural werden auch Furfurylalkohol und Furan abgeleitet. Ausgehend von Furfurylalkohol kann man „grüne“ Kunststoffe herstellen.  Furan kann z. B. zur Herstellung von Lösungsmitteln – wie Tetrahydrofuran (THF) – verwendet werden.
Eine Reihe weiterer Plattformchemikalien können aus Hemicellulosen bzw. bestimmten Monomeren abgeleitet werden.
Mit speziellen Hefen, die auch Pentosen verwerten können, könnte zukünftig eine Erzeugung von Bioethanol aus Hemicellulosen, z. B. zur Verwendung als Biokraftstoff oder Grundchemikalie, wirtschaftlich sein.
In der menschlichen Ernährung stellen Hemicellulosen, neben den Polysacchariden Cellulose und Pektin, einen wichtigen physiologisch unbedenklichen Ballaststoff dar, da sie weder im Magen noch im Darm verdaut werden.